# Stereomyxidae
Famille
Les Stereomyxidae sont une famille d'amibes de l’ordre des Stereomyxida (classe des Variosea)..

## Étymologie
Le nom de la famille vient du genre type Stereomyxa, dérivé du grec στερεο (stereo) « solide, cubique, à trois dimensions », et du suffixe myxa, du grec μυξα (myxa) « mucus, morve ».

## Description
En 1906, Harry B. Kirk (d) décrit ainsi l’espèce Myxoplasma rete. Elle a un corps cellulaire aplati, apparemment parce que le protoplasme est trop fluide pour résister à la gravitation. Ce corps aplati peut entourer deux ou plusieurs grands espaces et plusieurs plus petits. Des pseudopodes délicats sont émis, et ceux-ci s'anastomosent souvent. Le protoplasme s'écoule le long de ces pseudopodes, se rassemblant ici et là en masses plus ou moins grandes. Au début, ils ne contiennent pas d'endoplasme granulaire, mais celui-ci s'écoule et se sépare souvent de la masse principale. Ces pseudopodes présentent souvent de lents mouvements ondulatoires comme ceux des tentacules d'hydroïdes. Parfois, une masse de matière granulaire détachée de la partie principale et entourée de matière non granulaire peut être observée se déplaçant rapidement le long du bord du corps, comme si son isthme non granulaire y était littéralement précipité. Cela indique une grande contractilité et en même temps une grande fluidité de la matière non granulaire. Aucun noyau n'a été observé. Le corps ressemble beaucoup au plasmode actif d'un mycétozoaire.
Il semble que l'organisme puisse se désintégrer en « flagellules » en forme de poire, avec un long flagelle à l'extrémité postérieure. En connexion avec ces quasi-plasmodes, ou souvent sans connexion avec eux, les flagellules semblent avoir formé de longs cordons et des réseaux lâches ; à ce stade, l'organisme qui présente des fibres et des cellules fusiformes ressemble alors à un Labyrinthula.
Le diamètre moyen du Myxoplasma, dans sa plus grande longueur, est d'environ 150 µm.

## Liste des genres
Selon IRMNG (24 février 2025) :
- Myxoplasma Kirk, 1907
  - Espèce type : Myxoplasma rete Kirk, 1907
- Stereomyxa Grell, 1966

Selon The Taxonomicon (24 février 2025) et AlgaeBase (26 février 2025):
- Corallomyxa Grell, 1965
- Stereomyxa Grell, 1966

## Systématique
Le nom valide de ce taxon est Stereomyxidae Grell (d), 1966.

### Publication originale
- (de) K. G. Grell, « Amöben der Familie Stereomyxidae », Archiv für Protistenkunde, Allemagne, vol. 109,‎ 1966, p. 147-154 (ISSN 0003-9365).